# КСЗН (Ріпне)
КСЗН (офіційна назва Клуб Спортивний Западини Нафтової Ріпне, пол. Klub Sportowy Zagłębia Naftowego Rypne) — колишній польський футбольний клуб, засновний 1932 року в селі Ріпне Станиславівського воєводства (тепер — Івано-Франківська область). Неодноразовий призер чемпіонату Станиславівської окружної ліги 1930-х років.

## Хронологія назв
- 1932—1939: КСЗН Ріпне (пол. KSZN Rypne)

## Історія
У 1930-х роках на території Долинського повіту відкрили нові родовища нафти й газу. Директорат державної компанії «Польмін», яка мала у своїй власності головні нафтові свердловини в Бориславі і Дрогобичі, а також в селі Ріпне, займався підтримкою спорту в зазначених регіонах. За ініціативи одного з керівників ріпнянського нафтопромислу інженера Казімежа Солтинського, піонера футбольного руху в Галичині поч. ХХ ст., й було створено команду КСЗН. За короткий час в Ріпному було зведено унікальний стадіон, відкритий 14 серпня 1932 року. У день відкриття на арені в товариському поєдинку господарі приймали легендарний львівський клуб «Чарні», становленням якого свого часу якраз і займався згаданий інженер Солтинський.
До виступів за КСЗН запрошували талановитих футболістів не тільки зі Станіславщини, але й з інших регіонів країни (в основному з Великопольщі та Сілезії). Спортсмени мали в Ріпному пристойне фінансове забезпечення, позаяк одночасно були працевлаштовані на високооплачуваних посадах в компанії «Польмін». Серед гравців ріпнянської команди вирізнялися вихідці з Острува-Велькопольського — нападник Броніслав Млинарек  та воротар Яскула.
У 1938 році КСЗН став віце-чемпіоном класу «А» Станиславівської окружної ліги, дозволивши випередити себе лише «Ревері» (Станиславів). Водночас цього сезону нафтовики зуміли переграти титулованих реверівців у фіналі кубка Станіславщини з рахунком 3:2.  Колектив з Ріпного, укомплектований молодими і талановитими футболістами, вважався вельми перспективною командою на теренах краю.
Наприкінці сезону 1938/1939 років клуб несподівано для багатьох став фігурантом гучного футбольного скандалу, поголос про який прокотився по всій Польщі. Його причиною стала організація договірного матчу між КСЗН та коломийським «Покуццєм» в останньому турі чемпіонату Станиславівської окружної ліги. З цього приводу на сторінках тодішнього спеціалізованого польського часопису «Przegląd Sportowy» (№ 59 від 24 липня 1939 р.) писалося: «Зі Станиславова повідомляють, що останній матч чемпіонату класу А, за підсумками якого «Бистшиця» (Надвірна) вилетіла до Кляси B, перетворився на велику спортивну аферу. Керівництво Станиславівського ОЗПН з'ясувало, що матч між КС Ріпне та Покуццєм, який завершився з рідкісним рахунком 18:1 на користь Покуцця, виявився договірним. Ріпне є колективом сильним, який претендував на чемпіонство, і важко уявити, аби він міг програти з таким рахунком від клуба з останнього рядка турнірної таблиці.
Проведене розслідування виявило, що спортивний референт Покуцця пан Гольд домовився з керівником футбольної секції Ріпного паном Зайонцем, що Покуцця має виграти з різницею 17:0, оскільки такий рахунок дозволить клубу залишитися в Клясі А. Пан Зайонць за допомогою телефону домовився з президентом Ріпного паном інж. Адамеком, який дав свою згоду програти цю зустріч 0:3 або 0:4.
Ця справа була розглянута на останньому засіданні Відділу ігор і дисципліни Станиславівського окружного футбольного союзу, який виніс наступне рішення: до КС Ріпне застосувати штраф у розмірі 150 злотих та одномісячну дискваліфікацію. Інж. Адамека дискваліфікували на 2 роки, Зайонця — пожиттєво, Гольда — відсторонено з посади, воротаря та капітана Ріпного дискваліфіковано на рік, решту гравців команди — на 3 місяці. Окрім того, результат матчу анульовано, а проведення нового поєдинку перенесено на 30 липня. Вся ця справа та її розгляд у СтОЗПН викликали велике збурення в спортивних колах Станиславова».
У вересні 1939 року, коли розпочалася Друга світова війна, клуб припинив існування.

## Досягнення
Чемпіонат Станиславівського окружного футбольного союзу
- Віце-чемпіон (1) : 1937/38
- Бронзовий призер (3) : 1936, 1936/37, 1938/39

## Відомі гравці
- Бронислав Млинарек